# Dedicated to...
Dedicated to... é o álbum de estreia do cantor Sascha Schmitz, lançado a 16 de Novembro de 1998.
O disco vendeu mais de 400 mil cópias na Alemanha, tendo atingido o Top 10 na Áustria, Alemanha, Noruega e Suíça, sendo certificado disco de platina e cinco vezes disco de ouro.
Do disco saíram quatro singles, incluindo "If You Believe," que tornou-se no seu melhor single em termos de paradas, tendo atingido o Top 5 na Áustria, Bélgica, Alemanha, Holanda e Suíça, alcançando um disco de platina e quatro de ouro.

## Faixas
1. "If You Believe" — 4:29
2. "Don't Say Good-bye" — 4:12
3. "I Feel Lonely" — 3:58
4. "I'm Still Waitin'" (com Young Deenay) — 4:02
5. "Keep on Runnin'" — 4:17
6. "Easy" — 4:06
7. "Get Down (I Wanna Get Up)" — 4:18
8. "Lost in Your Blue Eyes" — 4:55
9. "Let Me Have You Girl" — 4:10
10. "Right on Time" — 4:02
11. "Raindrops" — 3:30
12. "We Can Leave the World" — 5:31

| Críticas profissionais                                                      | Críticas profissionais |
| Avaliações da crítica                                                       | Avaliações da crítica  |
| Fonte                                                                       | Avaliação              |
| --------------------------------------------------------------------------- | ---------------------- |
| Allmusic                                                                    | [ 6 ]                  |
| PopMatters                                                                  | (mixed)                |
| Die Welt                                                                    | (mixed)                |
| Esta tabela precisa de ser acompanhada por texto em prosa. Consulte o guia. |                        |

## Paradas
| Parada (1998)      | Posição |
| ------------------ | ------- |
| Áustria            | 2       |
| Bélgica (Flandres) | 32      |
| Holanda            | 23      |
| Finlândia          | 19      |
| Alemanha           | 4       |
| Noruega            | 8       |
| Suíça              | 10      |